# Coupe du monde de ski acrobatique 1998-1999
Navigation
Édition précédente Édition suivante
La Coupe du monde de ski acrobatique 1998-1999 est la vingtième édition de la Coupe du monde de ski acrobatique organisée par la Fédération internationale de ski. Elle comprend quatre épreuves : le ski de bosses, le saut acrobatique, le ballet et le ski de bosses en parallèle.
L'Australienne Jacqui Cooper et le Canadien Nicolas Fontaine remportent tous deux le classement général pour la première fois.

## Déroulement de la compétition
Pour sa vingtième édition, la saison de coupe du monde est très compliquée. La Fédération internationale de ski concentre ses moyens sur le snowboard et la discipline ne fait pas recette en Europe. Sur les quinze étapes prévues au calendrier, huit sont annulées : pour la première fois, la quasi-totalité du circuit européen disparaît, y compris les finales prévues à La Plagne,. La tournée nord-américaine subsiste, suivie de la seule étape européenne rescapée à Altenmarkt puis par le retour des stations japonaises. Le tout condensé en à peine un mois et demi, du 8 janvier au 21 février 1999. La saison est conclue en mars par les Championnats du monde d'Hasliberg,.
L'autre fait marquant de la saison est la fin programmée du ballet. La discipline, non olympique, est en perte de vitesse depuis plusieurs saisons et n'est inscrite au programme que des deux étapes américaines, Steamboat Springs et Heavenly Valley (ainsi qu'à celui des mondiaux). Le classement n'est établi que pour les femmes, pas pour les hommes où il n'y a donc pas de champion du ballet. Par ailleurs, les points du ballet ne sont pas pris en compte pour les classements généraux, masculin comme féminin.
Le champion en titre, le Français Fabrice Becker arrête sa carrière à la fin de la saison 1997-1998, comme sa compatriote Candice Gilg, l'Australienne Kirstie Marshall, les Suisses Colette Brand et Heini Baumgartner (de) ou les Canadiennes Caroline Olivier (pl) et Katherina Kubenk. Le palmarès de la saison est de nouveau inédit puisque les deux athlètes qui remportent le classement général le font pour la première fois. Ce sont l'Australienne Jacqui Cooper et le Canadien Nicolas Fontaine, deux spécialistes du saut.
| \| Inawashiro Madarao \| Sites des compétitions de ski acrobatique au Japon |
| Inawashiro Madarao                                                          |

| Inawashiro Madarao |

| \| Mont Tremblant Steamboat Heavenly Blackcomb \| Sites des compétitions de ski acrobatique en Amérique du Nord |
| Mont Tremblant Steamboat Heavenly Blackcomb                                                                     |

| Mont Tremblant Steamboat Heavenly Blackcomb |

| \| Inawashiro Madarao \| Sites des compétitions de ski acrobatique au Japon |
| Inawashiro Madarao                                                          |

| Inawashiro Madarao |

| \| Mont Tremblant Steamboat Heavenly Blackcomb \| Sites des compétitions de ski acrobatique en Amérique du Nord |
| Mont Tremblant Steamboat Heavenly Blackcomb                                                                     |

| Mont Tremblant Steamboat Heavenly Blackcomb |

| \| Altenmarkt im Pongau \| Sites des compétitions de ski acrobatique dans les Alpes |
| Altenmarkt im Pongau                                                                |

## Classements

### Général
La saison ne compte que quatorze épreuves : quatre de saut acrobatique, cinq de ski de bosses, trois de ski de bosses en parallèle et deux de ballet. Par ailleurs, les points marqués lors des épreuves de ballets ne sont pas comptabilisés, et de fait le classement n'est établi que sur les résultats de douze épreuves.
| Rang | Nom                 | Points |
| ---- | ------------------- | ------ |
| 1    | Nicolas Fontaine    | 97.00  |
| 2    | Dmitri Dashchinsky  | 96.00  |
| 3    | Janne Lahtela       | 94.00  |
| 4    | Britt Swartley (en) | 89.00  |
| 5    | Lauri Lassila (fi)  | 88.00  |

| Rang | Nom               | Points |
| ---- | ----------------- | ------ |
| 1    | Jacqui Cooper     | 100.00 |
| 2    | Nikki Stone       | 95.00  |
| 3    | Veronica Brenner  | 95.00  |
| 4    | Ann Battelle      | 92.00  |
| 5    | Marja Elfman (pl) | 92.00  |

### Saut acrobatique
Chez les femmes, l'Australienne Jacqui Cooper, dauphine de l'Américaine Nikki Stone la saison passée remporte trois des quatre épreuves, et termine à la deuxième place de la quatrième derrière Nikki Stone. Elle remporte donc son premier titre de la spécialité devant l'Américaine. Chez les hommes, le Biélorusse Dmitri Dashchinsky remporte la moitié des quatre étapes mais le double tenant du titre canadien Nicolas Fontaine (une victoire et une seconde place) est plus régulier et remporte son troisième titre consécutif.
| Rang | Nom                 | Points |
| ---- | ------------------- | ------ |
| 1    | Nicolas Fontaine    | 292.00 |
| 2    | Dmitri Dashchinsky  | 288.00 |
| 3    | Britt Swartley (en) | 268.00 |
| 4    | Brian Currut        | 256.00 |
| 5    | Eric Bergoust       | 244.00 |

| Rang | Nom               | Points |
| ---- | ----------------- | ------ |
| 1    | Jacqui Cooper     | 300.00 |
| 2    | Nikki Stone       | 284.00 |
| 3    | Veronica Brenner  | 284.00 |
| 4    | Hilde Synnøve Lid | 268.00 |
| 5    | Evelyne Leu       | 236.00 |

### Ballet
Avec seulement deux épreuves cette saison, Steamboat Springs et Heavenly Valley aucun classement n'est officiellement établi chez les hommes, et le titre n'est pas attribué, alors que chez les femmes le classement et le titre existent. Néanmoins les points ne sont pas pris en compte pour établir le classement général. Néanmoins la Russe, double tenante du titre Elena Batalova (en) remporte les deux épreuves et est donc championne une troisième fois devant sa compatriote Oksana Kushenko (de) (seconde et troisième). Chez les hommes, c'est le Suisse Konrad Hilpert (de) qui se distingue le plus en remportant la première épreuve et en se classant troisième de la suivante, remportée par l'Américain Steven Roxberg (pl).
| Rang | Nom                     | Points |
| ---- | ----------------------- | ------ |
| 1    | Elena Batalova (en)     | 200.00 |
| 2    | Oksana Kushenko (de)    | 188.00 |
| 3    | Natalja Razumowska (pl) | 172.00 |
| 4    | Annika Johansson (de)   | 172.00 |
| 5    | Tarsha Ebbern (pl)      | 172.00 |

### Bosses
Chez les femmes, la Finlandaise Minna Karhu (fi) remporte les deux premières courses sur les cinq qui composent la saison, avant qu'elle ne chute et se blesse au dos lors de la troisième. En son absence, c'est l'Américaine Ann Battelle qui s'impose devant la Suédoise Marja Elfman (pl). Chez les hommes, le tenant du titre américain Jonny Moseley ne prend pas part à la compétition pour se consacrer au circuit professionnel (il participe notamment aux X Games où il termine deuxième du concours de Big air). Le Finlandais Janne Lahtela remporte les trois dernières courses et son premier titre de la spécialité devant son compatriote Lauri Lassila (fi). Le Canadien Jean-Luc Brassard (cinq podiums, deux victoires) conserve son titre, son troisième, en s'imposant devant son compatriote Stéphane Rochon (quatre deuxièmes places, pas de victoire) et le Suédois Jesper Rönnbäck (sv) (deux victoires et une seconde place).
| Rang | Nom                | Points |
| ---- | ------------------ | ------ |
| 1    | Janne Lahtela      | 376.00 |
| 2    | Lauri Lassila (fi) | 352.00 |
| 3    | Caleb Martin (pl)  | 316.00 |
| 4    | Jean-Luc Brassard  | 308.00 |
| 5    | Sami Mustonen      | 304.00 |

| Rang | Nom               | Points |
| ---- | ----------------- | ------ |
| 1    | Ann Battelle      | 368.00 |
| 2    | Marja Elfman (pl) | 368.00 |
| 3    | Michelle Roark    | 360.00 |
| 4    | Shannon Bahrke    | 336.00 |
| 5    | Margarita Marbler | 324.00 |

### Bosses parallèles
Chez les femmes, les trois courses sont remportées par trois skieuses différentes. L'Américaine Michelle Roark remporte l'une d'elles, et le titre de la spécialité devant la Suédoise Marja Elfman (pl) (une victoire également). Chez les hommes, les trois courses de la saison voient le Canadien Stéphane Rochon s'imposer deux fois, le Français Thony Hemery une, mais c'est pourtant le Français vainqueur en 1997 qui s'impose et remporte son deuxième titre dans la discipline.
| Rang | Nom                       | Points |
| ---- | ------------------------- | ------ |
| 1    | Thony Hemery              | 260.00 |
| 2    | Stéphane Rochon           | 240.00 |
| 3    | Janne Lahtela             | 232.00 |
| 4    | Johann Grégoire           | 184.00 |
| 5    | Pierre-Alexandre Rousseau | 172.00 |

| Rang | Nom                   | Points |
| ---- | --------------------- | ------ |
| 1    | Michelle Roark        | 244.00 |
| 2    | Marja Elfman (pl)     | 236.00 |
| 3    | Brooke Ballachey (pl) | 220.00 |
| 4    | Shannon Bahrke        | 208.00 |
| 5    | Sandra Schmitt        | 188.00 |

## Calendrier et podiums

### Hommes
| Date                                                  | Lieu                  | Épreuve             | Vainqueur           | Second                    | Troisième              |
| ----------------------------------------------------- | --------------------- | ------------------- | ------------------- | ------------------------- | ---------------------- |
| 9 janvier 1999                                        | Mont Tremblant        | Bosses              | Jean-Luc Brassard   | Lauri Lassila (fi)        | Stéphane Rochon        |
| 10 janvier 1999                                       | Mont Tremblant        | Saut                | Nicolas Fontaine    | Andrew Capicik (en)       | Britt Swartley (en)    |
| 15 janvier 1999                                       | Steamboat Springs     | Ballet              | Konrad Hilpert      | Ian Edmondson (de)        | Heini Baumgartner (de) |
| 16 janvier 1999                                       | Steamboat Springs     | Bosses en parallèle | Stéphane Rochon     | Pierre-Alexandre Rousseau | Patrick Søreide (pl)   |
| 17 janvier 1999                                       | Steamboat Springs     | Saut                | Dmitri Dashchinsky  | Nicolas Fontaine          | Eric Bergoust          |
| 22 janvier 1999                                       | Heavenly Valley       | Ballet              | Steven Roxberg (pl) | Antti Inberg (fi)         | Konrad Hilpert         |
| 23 janvier 1999                                       | Heavenly Valley       | Bosses              | Alex Wilson (en)    | Richard Gay               | Caleb Martin (pl)      |
| 24 janvier 1999                                       | Heavenly Valley       | Saut                | Dmitri Dashchinsky  | Joe Pack                  | Matt Chojnacki (en)    |
| 30 janvier 1999                                       | Whistler Blackcomb    | Bosses              | Janne Lahtela       | Jean-Luc Brassard         | Thony Hemery           |
| 31 janvier 1999                                       | Whistler Blackcomb    | Bosses en parallèle | Thony Hemery        | Dominick Gauthier         | Janne Lahtela          |
| 9 février 1999                                        | Altenmarkt Zauchensee | Saut                | Britt Swartley (en) | Christian Rijavec (de)    | Matt Chojnacki (en)    |
| 17 février 1999                                       | Inawashiro            | Bosses              | Janne Lahtela       | Stéphane Rochon           | Caleb Martin (pl)      |
| 20 février 1999                                       | Madarao               | Bosses              | Janne Lahtela       | Thony Hemery              | Stéphane Rochon        |
| 21 février 1999                                       | Madarao               | Bosses en parallèle | Stéphane Rochon     | Mikko Ronkainen           | Thony Hemery           |
| Championnats du monde d'Hasliberg (8 au 14 mars 1999) |                       |                     |                     |                           |                        |

### Femmes
| Date                                                  | Lieu                  | Épreuve             | Vainqueur           | Second                      | Troisième               |
| ----------------------------------------------------- | --------------------- | ------------------- | ------------------- | --------------------------- | ----------------------- |
| 9 janvier 1999                                        | Mont Tremblant        | Bosses              | Minna Karhu (fi)    | Modèle:SUi-d Corinne Bodmer | Ann Battelle            |
| 10 janvier 1999                                       | Mont Tremblant        | Saut                | Jacqui Cooper       | Nikki Stone                 | Hilde Synnøve Lid       |
| 15 janvier 1999                                       | Steamboat Springs     | Ballet              | Elena Batalova (en) | Natalja Razumowska (pl)     | Annika Johansson (de)   |
| 16 janvier 1999                                       | Steamboat Springs     | Bosses en parallèle | Sandra Schmitt      | Marja Elfman (pl)           | Ann Battelle            |
| 17 janvier 1999                                       | Steamboat Springs     | Saut                | Jacqui Cooper       | Veronica Brenner            | Hilde Synnøve Lid       |
| 22 janvier 1999                                       | Heavenly Valley       | Ballet              | Elena Batalova (en) | Oksana Kushenko (de)        | Natalja Razumowska (pl) |
| 23 janvier 1999                                       | Heavenly Valley       | Bosses              | Minna Karhu (fi)    | Marja Elfman (pl)           | Aiko Uemura             |
| 24 janvier 1999                                       | Heavenly Valley       | Saut                | Nikki Stone         | Jacqui Cooper               | Veronica Brenner        |
| 30 janvier 1999                                       | Whistler Blackcomb    | Bosses              | Michelle Roark      | Marja Elfman (pl)           | Kari Traa               |
| 31 janvier 1999                                       | Whistler Blackcomb    | Bosses en parallèle | Michelle Roark      | Brooke Ballachey (pl)       | Sylvia Kerfoot (pl)     |
| 9 février 1999                                        | Altenmarkt Zauchensee | Saut                | Jacqui Cooper       | Veronica Brenner            | Brenda Petzold (en)     |
| 17 février 1999                                       | Inawashiro            | Bosses              | Tae Satoya          | Marja Elfman (pl)           | Michelle Roark          |
| 20 février 1999                                       | Madarao               | Bosses              | Ann Battelle        | Margarita Marbler           | Tae Satoya              |
| 21 février 1999                                       | Madarao               | Bosses en parallèle | Marja Elfman (pl)   | Shannon Bahrke              | Sandra Schmitt          |
| Championnats du monde d'Hasliberg (8 au 14 mars 1999) |                       |                     |                     |                             |                         |

### Résultats officiels
1. ↑  (en) « Mont Tremblant (CAN) World Cup - Men's moguls », sur fis-ski.com (consulté le 29 janvier 2020)
2. ↑  (en) « Mont Tremblant (CAN) World Cup - Men's aerials », sur fis-ski.com (consulté le 29 janvier 2020)
3. ↑  (en) « Steamboat (USA) World Cup - Men's acro », sur fis-ski.com (consulté le 29 janvier 2021)
4. ↑  (en) « Steamboat (USA) World Cup - Men's dual moguls », sur fis-ski.com (consulté le 29 janvier 2021)
5. ↑  (en) « Steamboat (USA) World Cup - Men's aerials », sur fis-ski.com (consulté le 29 janvier 2021)
6. ↑  (en) « Heavenly, CA (USA) World Cup - Men's acro », sur fis-ski.com (consulté le 29 janvier 2021)
7. ↑  (en) « Heavenly, CA (USA) World Cup - Men's moguls », sur fis-ski.com (consulté le 29 janvier 2021)
8. ↑  (en) « Heavenly, CA (USA) World Cup - Men's aerials », sur fis-ski.com (consulté le 29 janvier 2021)
9. ↑  (en) « Blackcomb (CAN) World Cup - Men's moguls », sur fis-ski.com (consulté le 29 janvier 2021)
10. ↑  (en) « Blackcomb (CAN) World Cup - Men's dual moguls », sur fis-ski.com (consulté le 29 janvier 2021)
11. ↑  (en) « Altenmarkt-Zauchensee (AUT) World Cup - Men's aerials », sur fis-ski.com (consulté le 29 janvier 2021)
12. ↑  (en) « Inawashiro (JPN) World Cup - Men's moguls », sur fis-ski.com (consulté le 29 janvier 2021)
13. ↑  (en) « Madarao (JPN) World Cup - Men's moguls », sur fis-ski.com (consulté le 29 janvier 2021)
14. ↑  (en) « Madarao (JPN) World Cup - Men's dual moguls », sur fis-ski.com (consulté le 29 janvier 2021)
15. ↑  (en) « Mont Tremblant (CAN) World Cup - Women's moguls », sur fis-ski.com (consulté le 29 janvier 2020)
16. ↑  (en) « Mont Tremblant (CAN) World Cup - Women's aerials », sur fis-ski.com (consulté le 29 janvier 2020)
17. ↑  (en) « Steamboat (USA) World Cup - Women's acro », sur fis-ski.com (consulté le 29 janvier 2021)
18. ↑  (en) « Steamboat (USA) World Cup - Women's dual moguls », sur fis-ski.com (consulté le 29 janvier 2021)
19. ↑  (en) « Steamboat (USA) World Cup - Women's aerials », sur fis-ski.com (consulté le 29 janvier 2021)
20. ↑  (en) « Heavenly, CA (USA) World Cup - Women's acro », sur fis-ski.com (consulté le 2 février 2021)
21. ↑  (en) « Heavenly, CA (USA) World Cup - Women's moguls », sur fis-ski.com (consulté le 2 février 2021)
22. ↑  (en) « Heavenly, CA (USA) World Cup - Women's aerials », sur fis-ski.com (consulté le 2 février 2021)
23. ↑  (en) « Blackcomb (CAN) World Cup - Women's moguls », sur fis-ski.com (consulté le 2 février 2021)
24. ↑  (en) « Blackcomb (CAN) World Cup - Women's dual moguls », sur fis-ski.com (consulté le 2 février 2021)
25. ↑  (en) « Altenmarkt-Zauchensee (AUT) World Cup - Women's aerials », sur fis-ski.com (consulté le 2 février 2021)
26. ↑  (en) « Inawashiro (JPN) World Cup - Women's moguls », sur fis-ski.com (consulté le 2 février 2021)
27. ↑  (en) « Madarao (JPN) World Cup - Women's moguls », sur fis-ski.com (consulté le 2 février 2021)
28. ↑  (en) « Madarao (JPN) World Cup - Women's dual moguls », sur fis-ski.com (consulté le 2 février 2021)